# 氦二聚体
氦二聚体是一种由范德华力键合的化合物，化学式He2。它包含了2个氦原子。它是最大的双原子分子，有5200皮米大。（上图所示）。氦二聚体的键能非常弱，只要分子一旋转或震动到一定程度，氦二聚体分子就可能分解。因此，它只能在低温存在。